# Essen (Belgia)
Essen este o comună din regiunea Flandra din Belgia. Suprafața totală a comunei este de 47,48 km². La 1 ianuarie 2008 comuna avea 17.416 locuitori. 
Essen se învecinează cu comuna Kalmthout din Belgia și cu comunele Roosendaal, Rucphen, Woensdrecht și Zundert din Olanda.

## Localități înfrățite
- Germania: Essen (Oldenburg);
- Lituania: Šilalė;
- Slovacia: Žilina;
- Cehia: Hradištko.

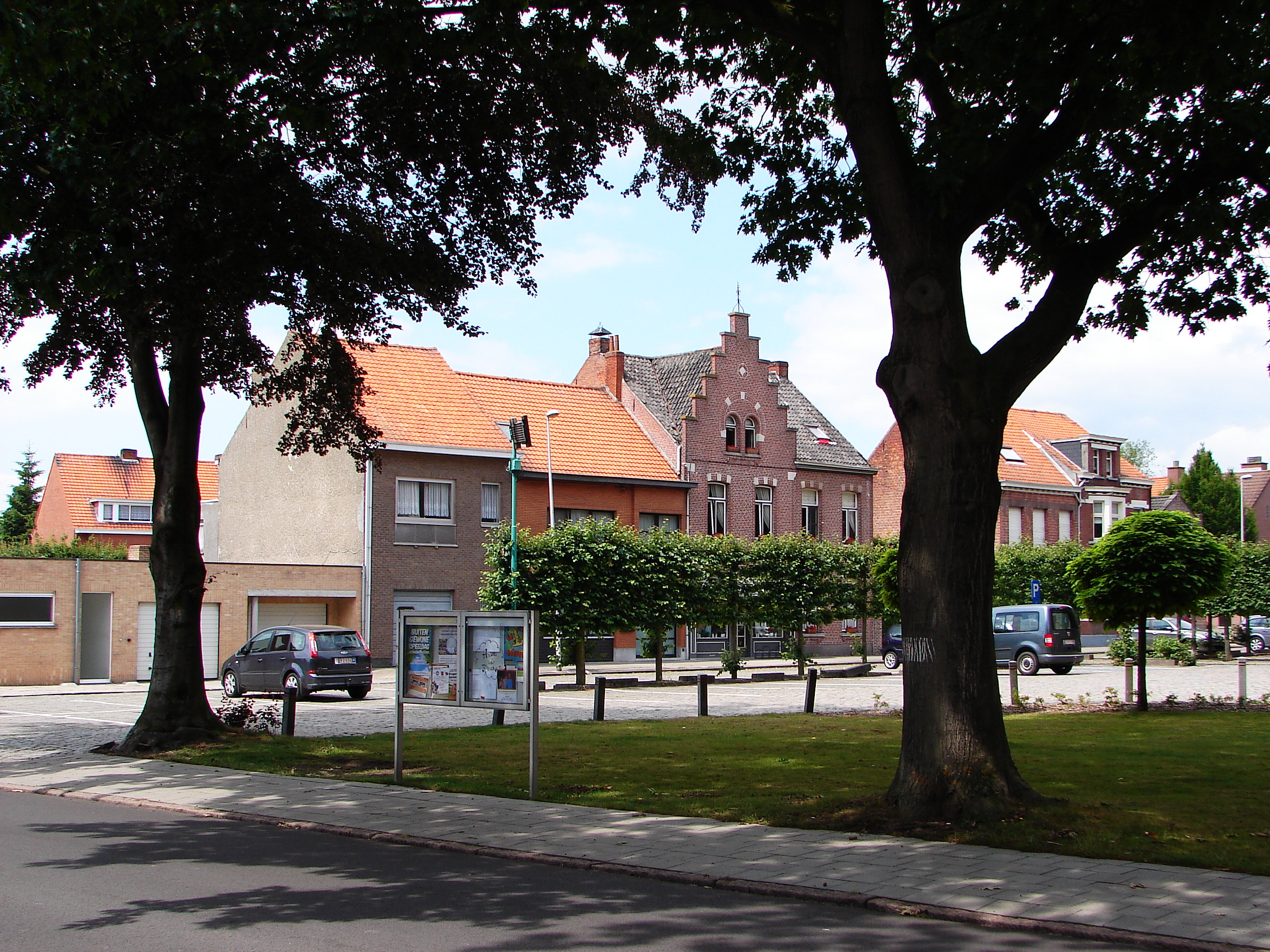
Essen
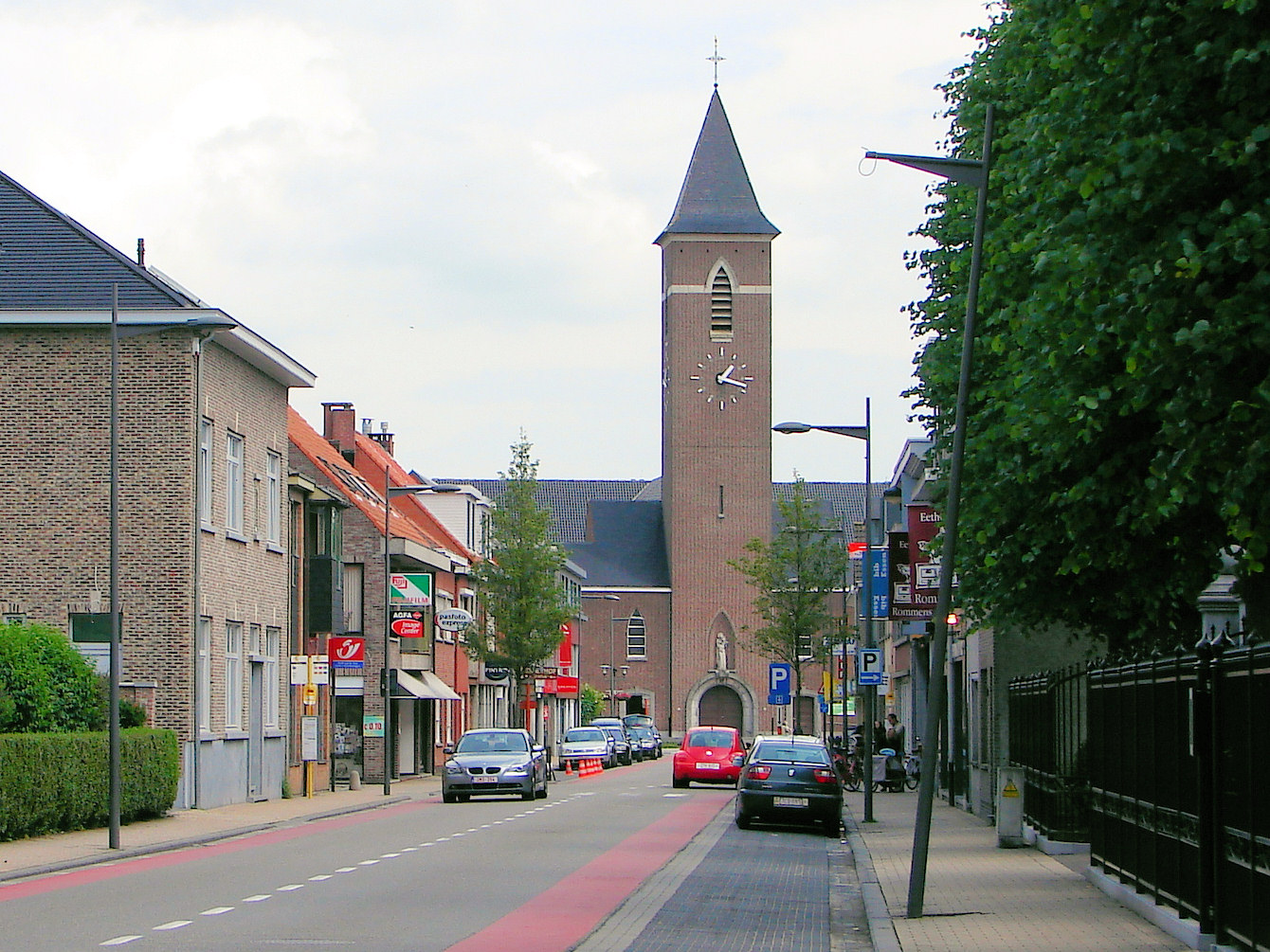
Essen
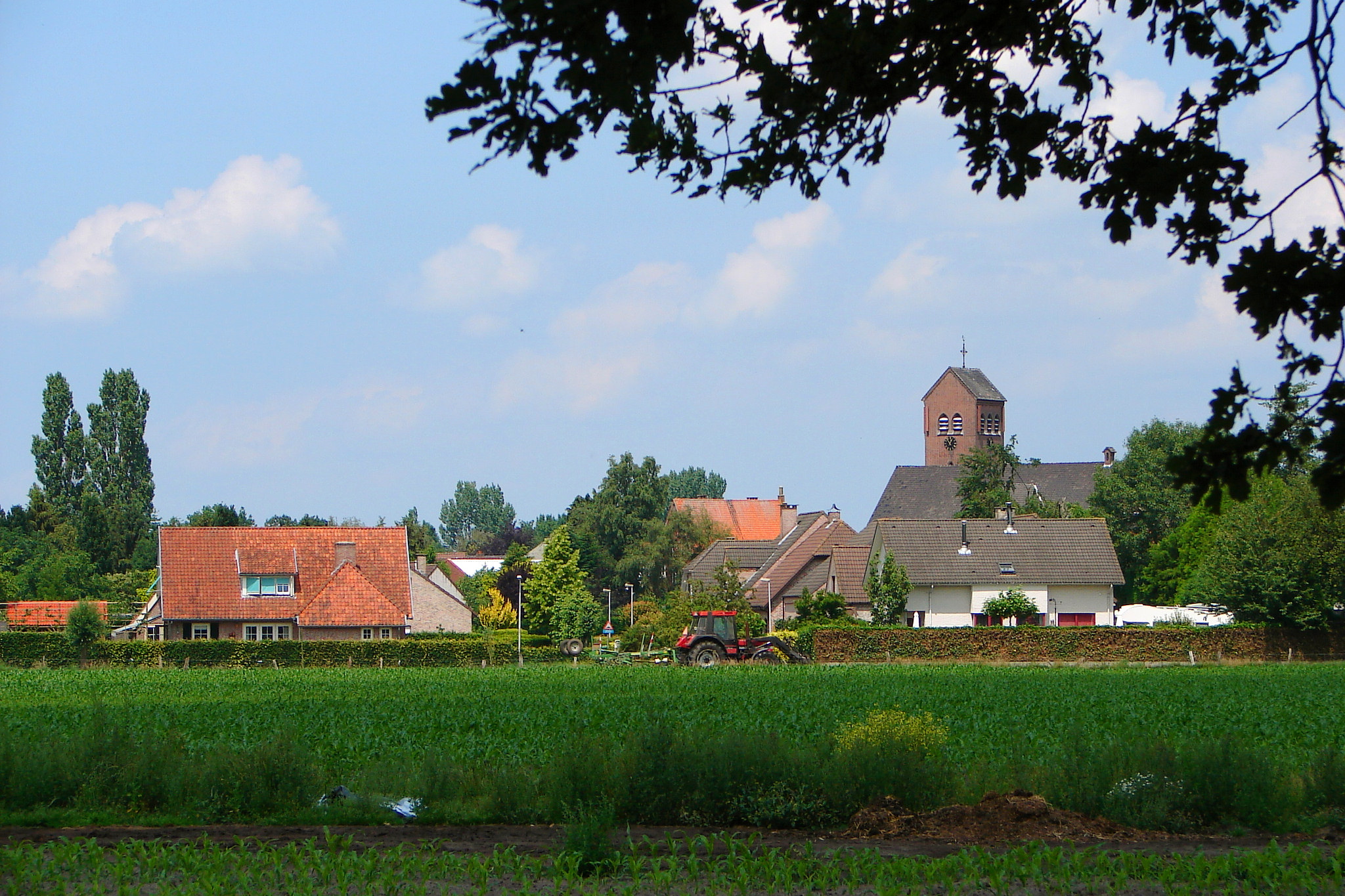
Horendonk
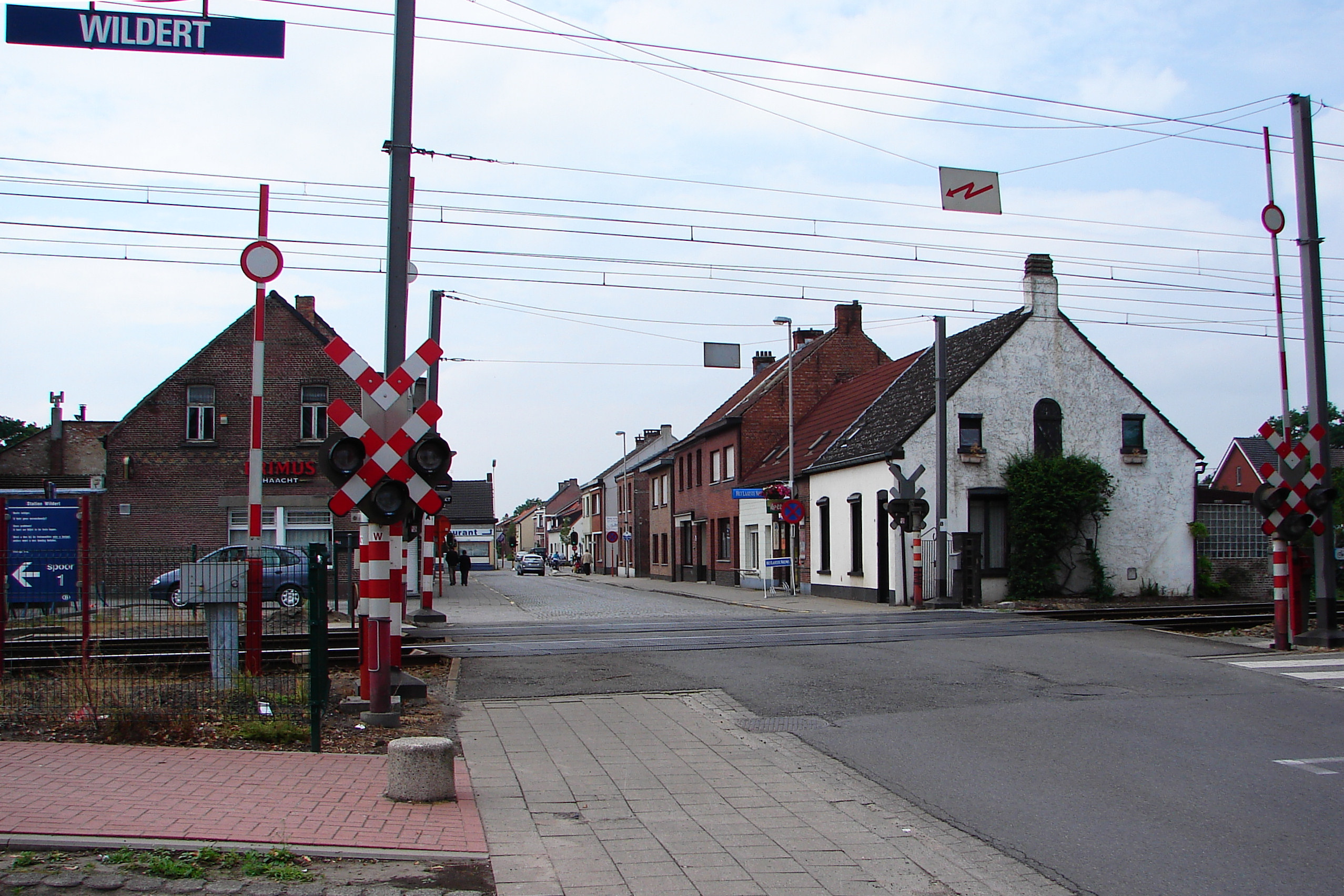
Wildert

1. ↑  Totale oppervlakte volgens het Kadasterregister, België, gewesten en provincies (în neerlandeză), Algemene Directie Statistiek[*]